# Twarde jądro

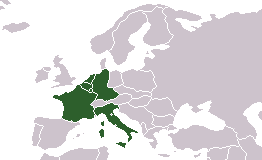
Państwa-założyciele Unii Europejskiej

Twarde jądro – potoczne określenie koncepcji wzmocnienia i zacieśnienia współpracy i integracji w Unii Europejskiej przez grupę państw tzw. starej unii.
Najczęściej wymienianymi krajami mającymi uczestniczyć w tworzeniu tzw. "twardego jądra" są: 
- Francja,
- Niemcy,
- Włochy,
- Holandia,
- Belgia,
- Luksemburg.